# Xylocampa hyerensis
Xylocampa hyerensis là một loài bướm đêm trong họ Noctuidae.